# 지사초등학교 (경북)
지사초등학교는 대한민국 경상북도 성주군 수륜면 오천리에 있었던 공립 초등학교이다.

## 연혁
- 1927년 6월 28일 설립인가
- 1928년 5월 1일 지사공립보통학교 개교
- 1938년 4월 1일 지사공립심상소학교로 개칭
- 1941년 4월 1일 지사공립국민학교로 개칭
- 1945년 9월 29일 수륜분교장, 명륜분교장 설립인가
- 1992년 3월 1일 월남분교장 편입
- 1996년 3월 1일 지사초등학교로 개칭
- 2012년 3월 1일 수륜초등학교로 통폐합